# Денді (вулкан)
Денді — вулкан, розташований неподалік від столиці  Ефіопії, Аддис-Абеби. Ширина кальдери вулкана досягає 8 км. Найвища точка вулкана — гора Боді з висотою 3260 м. У вулкані знаходиться озеро, яке носить таку ж назву.